# Toxosiphon macropodus
Toxosiphon macropodus là một loài thực vật có hoa trong họ Cửu lý hương. Loài này được (K. Krause) Kallunki miêu tả khoa học đầu tiên năm 1992.